# Francis Giacobetti
Francis Giacobetti (1. července 1939 – 8. června 2025) byl francouzský fotograf, filmový režisér, producent a scenárista. Je známý se zejména režií filmu Emmanuella – antipanna, druhého dílu ze série Emmanuelle. Na počátku 70. let se také podílel na tvorbě kalendáře Pirelli. Během své kariéry fotografoval mnoho významných osobností, jako byli Nelson Mandela, Stephen Hawking, Michail Gorbačov, Ray Charles, Woody Allen, Serge Gainsbourg nebo Rita Levi-Montalcini.
Byl otcem Louisa Giacobettiho (*1987), jehož matkou je herečka Carole Bouquetová.

## Životopis
Giacobetti se narodil v Marseille 1. července 1939 a studoval na College of Juilly. V 18 letech objevil fotografii a byl najat jako asistent Maurice Tabarda, tehdejšího vedoucího fotografického studia časopisu Marie Claire. Poté absolvoval učňovské kurzy u různých dalších významných fotografů, včetně Pierra Balmaina, Madame Grès a Elsy Schiaparelliové. V letech 1970 až 1971 byl fotografem pro kalendář Pirelli.
Jako předního fotografa si Giacobettiho vybrali v roce 1975, aby režíroval druhý film série Emmanuelle. Just Jaeckin se pokračování účastnit nechtěl. Ke sérii se Giacobetti vrátil o necelých deset let později jako producent čtvrtého dílu Emmanuella – Útěk před láskou (1984).
V roce 1992 nabídl Giacobetti své fotografie na výstavu do Grand Palais pro Salon des Artistes Français. Roku 1993 si jej vybralo oddělení Grand Louvre spolu s dalšími umělci, aby v muzeu prezentoval současné umění. Dvacet čtyři jeho obrazů stále visí v bývalé kanceláři ministerstva financí v Richelieuově křídle Louvru.
Rok 1994 byl věnován jeho výstavě Francis Bacon od Francise Giacobettiho v galerii Marlborough v Londýně, kde bylo představeno 200 fotografií. Následovala další výstava v Sainsbury Centre for Visual Art na University of East Anglia v Norwich. V roce 2008 se výstava opět objevila v londýnské Kings Place Gallery. Roku 2017 pak aukční dům Artcurial prodal 50 jeho nejlepších fotografií.
Giacobetti zemřel 8. června 2025 ve věku 85 let.

## Knihy
- Les filles du Crazy (1982)
- Francis Giacobetti (1987)
- Giacobetti, Écrire avec de la lumière (1994)
- Francis Bacon by Francis Giacobetti (2005)
- Instantanés (2017)
- Giacobetti : nus (2017)

## Výstavy
- Vier Meister der erotischen Fotografie (1970)
- Francis Bacon by Francis Giacobetti (1994)
- Zebras (2012)[12]
- Haskins, Giacobetti, Shinoyama: Three Masters of Erotic Photography (2017)
- Giacobetti (2017)